# حمید عزیززاده

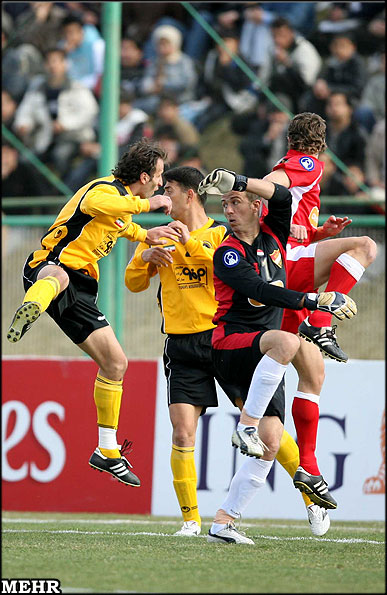
دیدار باشگاه سپاهان اصفهان با الاتحاد عربستان در فولادشهر، ۱۶ اسفند ۱۳۸۵

حمید عزیززاده (متولد ۱۶ خرداد ۱۳۶۰ در اصفهان) بازیکن فوتبال اهل ایران است.
وی سابقهٔ بازی در باشگاه‌هایی چون ذوب‌آهن، سپاهان، مس کرمان، آلومینیوم هرمزگان و استقلال تهران را در کارنامه خود دارد. او همچنین در مقطعی عضو تیم ملی امید ایران بوده‌است.